# سلطان بن زاید آل نهیان
سلطان بن زاید بن خلیفة آل نهیان (به عربی: سلطان بن زاید بن خلیفة آل نهیان) (زادهٔ ۱۸۸۱، درگذشتهٔ ۱۹۲۶) دهمین شیخ ابوظبی است. او جانشین حمدان بن زاید بن خلیفه آل نهیان شد و از سال ۱۹۲۲ تا سال ۱۹۲۶ حکمرانی کرد